# Convento de la Encarnación (Boadilla del Monte)
El Convento de la Encarnación es un conjunto arquitectónico localizado en el municipio de Boadilla del Monte, en la Comunidad de Madrid, y que conforma un pequeño entramado urbano que incluye, además la iglesia, la casa de Capellanes y la hospedería. Fue construido en 1674 para establecer una comunidad de Carmelitas Descalzas y estuvo promovido por María de Vera y Gasca, viuda del consejero real y señor de Boadilla del Monte Juan González de Uzqueta. La orden permaneció en el Convento de la Encarnación hasta la década de 1970, cuando se trasladaron a un edificio de nueva construcción próximo a este.
En 1974, el Convento de la Encarnación y el vecino Palacio del Infante Don Luis fueron declarados Conjunto Histórico. Dos décadas más tarde, en 1998, el conjunto fue restaurado y convertido en un hotel. La Iglesia tiene planta de cruz latina, con coro alto, cabecera plana, con nave abovedada y cúpula decorativa hemiesférica en el crucero. Ante la fachada observamos la lonja delantera, típica de los templos carmelitanos del siglo XVII. Su austera fachada de ladrillo presenta las características propias del sobrio barroco madrileño.